# Live Maria Roggen
Live Maria Roggen, född 22 mars 1970 i Oslo, är en norsk jazzsångerska, textförfattare och kompositör.

## Biografi
Roggen är sångerska i Come Shine (tre skivor). Dessutom skrev hon och komponerade till duon Tu'Ba (ursprungligen «To værer eller ikke tuba») med Lars Andreas Haug, som gav ut Tu'Ba (Curling Legs, 1998). Hon var också med i etableringen av bandet Wibutee som vokalist och textförfattare på skivan Newborn Thing (Jazzland, 1999), samt medverkade på skivor med Sverre Gjørvad (2002) och Dingobats (texter, 2002). Roggen har också varit deltagare och kompositör i Trondheim Voices och har turnerat med Trondheim Jazzorkester vid flera tillfällen.

## Diskografi
- 1998 – [tu'ba] (med Lars Andreas Haug)
- 2007 – Circuit Songs
- 2009 – Go'natt (diverse artister)
- 2011 – Låvesalg (som Live|Lien med Helge Lien)
- 2016 – YOU (med Helge Lien)
- 2016 – Apokaluptein

## Priser och utmärkelser
- Statens kunstnerstipend 1999 i klassen Arbeidsstipend yngre kunstnere.[1]
- Spellemannprisen 2002 med Come Shine i klassen Jazz.[2]
- Vital-prisen vid Kongsberg Jazzfestival 2003.[3]
- Radka Toneff Minnepris 2003.[4]
- Gammleng-prisen 2004 i klassen Jazz.[5]
- Statens kunstnerstipend 2005-2007 i klassen Arbeidsstipend yngre kunstnere.[6]
- Spellemannprisen 2007 i öppen klass för albumet Circuit Songs.[2]
- Buddyprisen 2016.[7]